# Plasmapolymerisation
Plasmapolymerisation ist eine spezielle plasmaaktivierte Variante der chemischen Gasphasenabscheidung (PE-CVD).
Bei der Plasmapolymerisation werden dampfförmige organische Vorläuferverbindungen (Precursor-Monomere) in der Prozesskammer durch ein Plasma zunächst aktiviert. Durch die Aktivierung entstehen ionisierte Moleküle und es bilden sich bereits in der Gasphase erste Molekülfragmente in Form von Clustern oder Ketten. Die anschließende Kondensation dieser Fragmente auf der Substratoberfläche bewirkt dann unter Einwirkung von Substrattemperatur, Elektronen- und Ionenbeschuss die Polymerisation und somit die Bildung einer geschlossenen Schicht.
Die Struktur der entstehenden „Plasmapolymere“ ist vergleichbar mit stark vernetzten Duroplasten, denn sie bilden ein weitgehend statistisches kovalentes Netzwerk. Die Abscheidung von kettenförmigen Polymeren in ein- oder polykristalliner Form ist daher durch Plasmapolymerisation nicht möglich.